# Brauerei Mutzig

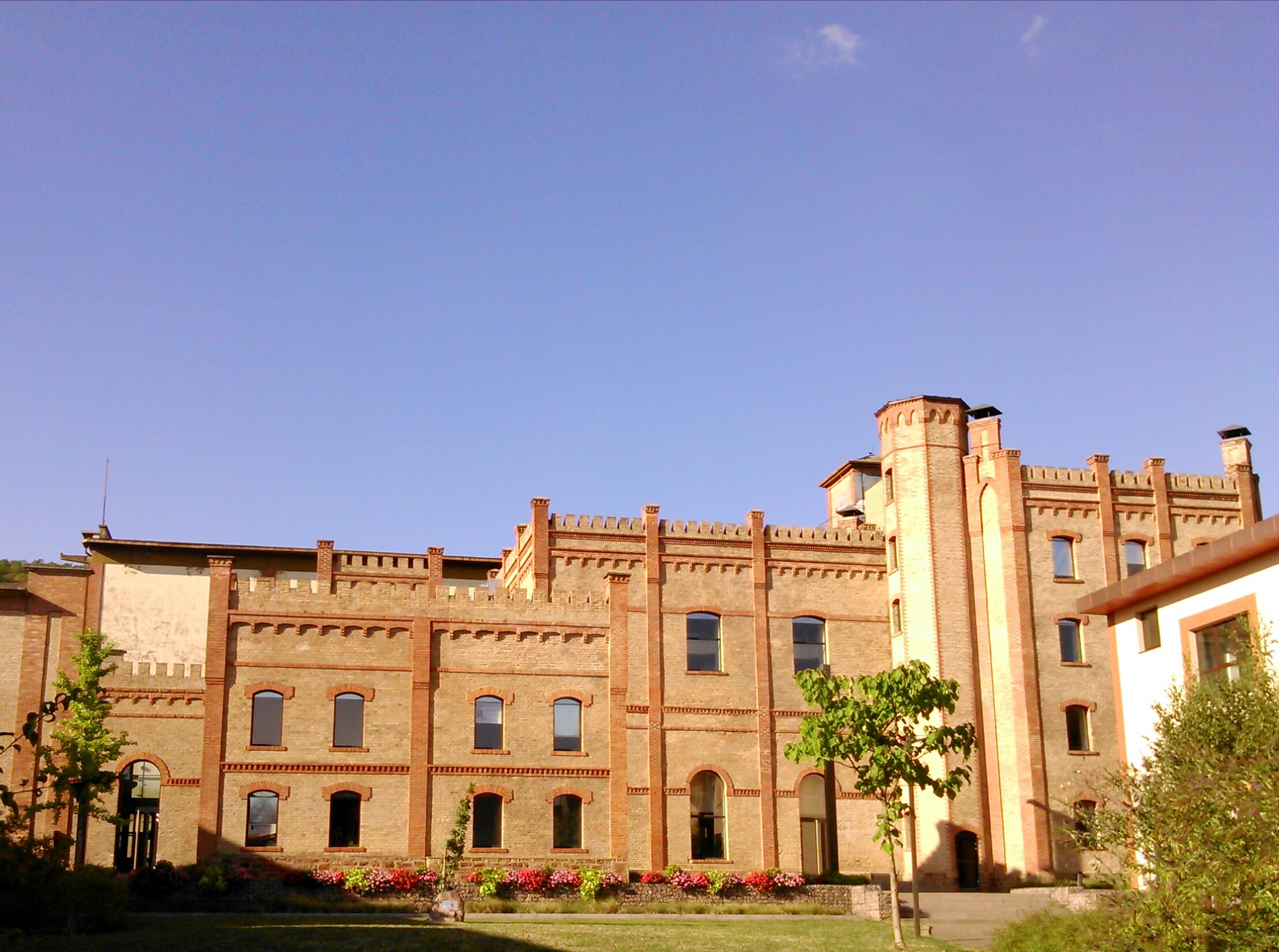
Das Brauereigebäude steht unter Denkmalschutz

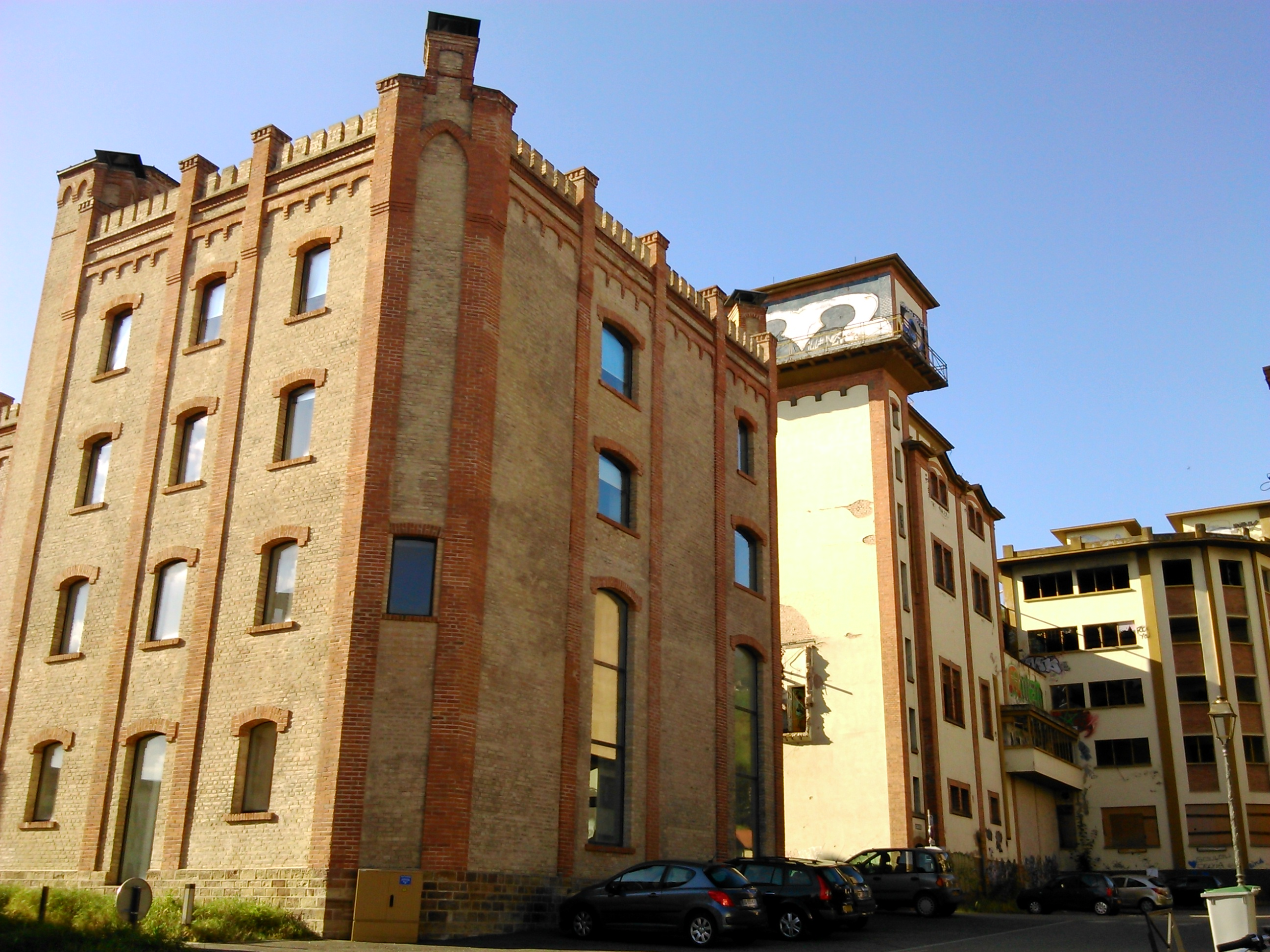
Im Hintergrund die Mälzerei und der Brauturm

Die Brauerei Mutzig ist eine ehemalige Brauerei im elsässischen Mutzig. Das Unternehmen wurde 1810 gegründet und 1989 aufgelöst. Die Gebäude der Brauerei stehen als Monument historique unter Denkmalschutz. Die Marke gehört heute zur Heineken-Gruppe und wird in Afrika vermarktet.

## Geschichte
Gegründet wurde das Unternehmern im Jahr 1810 von Antoine Wagner. Mehr als fünf Generationen war die Brauerei in Familienhand und produzierte Biere wie Mutzig, Mutzig Pils, Mars Bock, Gold Stars, Gols Als, Felsbourg, Val de Bruche, Mutzig Export und Luxe exportation.
Die Produktion begann in einem kleinen Gebäude im Ortszentrum (heute 56, Rue du Maréchal Foch). Anfangs produzierte das Unternehmen ca. 500 Hektoliter pro Jahr. Im Jahr 1844 übernahm Jérôme Wagner (1821–1889) das Unternehmen und baute es stetig aus. In dieser Zeit entstanden auch die meisten der erhaltenen Gebäude. Im Jahr 1870 produzierte die Brauerei rund 6.000 Hektoliter. Im Jahr 1886 übernahm Camille Wagner (1855–1927) die Brauerei. Die Arbeiten von Louis Pasteur zu Gärung und Fermentation eröffneten auch im Brauwesen neue Möglichkeiten. Das Werk, inzwischen an seinem heutigen Standort im Nordwesten der Stadt, wurde umfassend modernisiert. Dies ermöglicht eine bessere Überwachung und gleichbleibende Qualität bei der Herstellung des Bieres. Die Braumenge stieg weiter an: 12.000 hl im Jahr 1886, 25.000 hl im Jahr 1900 und 40.000 hl im Jahr 1914.
Im Jahr 1932 übernahm Jérôme II. Wagner (1891–1975) die Geschäfte. Wagner nutzte moderne Marketingmöglichkeiten, um das Mutzig-Bier weltweit bekannt zu machen und exportierte auch nach Afrika. Bis zu 70.000 hl produzierte man 1940. Im Jahr 1959 übernahm Roland Wagner (1925–1997) das Unternehmen. Dank der Automatisierung der Abfülllinien wurden die Flaschen- und die Fassabfüllung modernisiert. So wurden 1964 340.000 Hektoliter abgefüllt.
1969 schloss sich die Brauerei Mutzig mit den Brauereien de l’Espérance, de la Perle, de Colmar und Haag in Ingwiller zur L’Alsacienne de brasserie (Albra) zusammen. Albra wurde 1972 von Heineken übernommen. Heineken schloss die Brauerei Mutzig 1989. Heineken verkauft bis heute ein Pils mit dem Namen Mützig in Afrika. Das Bier trägt den deutschen Namen der Stadt mit einem Umlaut, da der Name Mutzig nur für Bier verwendet werden darf, das aus dem Ort selbst stammt. Das Mützig-Bier wird allerdings in der Brauerei de la Valentine in Marseille hergestellt, in Lizenz auch von der Brauerei Bralirwa in Ruanda, der Brauerei Bralima in der Republik Kongo und den Brasseries du Cameroun in Kamerun.
Die stillgelegten Brauereigebäude erwarb 1992 die Stadt Mutzig. Neun Jahre später wurden das leer stehende Gebäudeensemble 2001 als Monument historique unter Denkmalschutz gestellt. Zwei Gebäude wurden 2009 wieder genutzt: In das aufgrund seiner Architektur „Schloss“ genannte Hauptgebäude zog ein Gründerzentrum ein. Außerdem baute man zwei Nebengebäude, in dem Teile der öffentlichen Verwaltung und ein Hotel unterkamen, im anderen wurden Wohnungen eingerichtet. In den übrigen Gebäuden möchte die Stadt Büros, eine kleine Brauerei und ein Museum unterbringen.

## Architektur
Die erhaltenen Gebäude stammen aus unterschiedlichen Epochen. Die architektonisch Bedeutsamsten wurden mit Elementen des Tudorstils und der Spätgotik errichtet: insbesondere das Verwaltungsgebäude, aber auch der Brauturm, das Maschinenhaus, das Kühlhaus, die Mälzerei und ein weiteres Lagergebäude. Die Bauwerke bestehen aus gelbem Ziegelmauerwerk und sind mit Bändern, Friesen, Lisenen und Gesimsen aus rotem Backstein gegliedert. Rote Rund- und Segmentbögen überspannen die Fenster. Der Baukörper wird von einem Attika mit Zinnen abgeschlossen. In einer Gebäudeecke sitzt ein oktogonaler Treppenturm.
Die ehemals dreigeschossige Mälzerei ist ein großer Gebäuderiegel aus verputztem Mauerwerk, das von neun Fensterachsen durchbrochen wird. 1922 wurde das Gebäude um ein weiteres Geschoss und ein Teilgeschoss im Dach aufgestockt. An einer Giebelwand erhebt sich eine turmartige Darre mit rundem Schornstein.